# Roberto De Zerbi
Roberto De Zerbi (kiejtés: [roˈbɛrto de dˈdzɛrbi]; Brescia, 1979. június 6. –) olasz labdarúgó, majd labdarúgóedző, jelenleg a francia Olympique Marseille menedzsere.

## Edzői pályafutása

### Palermo
2016. szeptember 6-án De Zerbit kinevezték a Palermo vezetőedzőjének, miután Davide Ballardini közös megegyezéssel távozott a csapattól, a vezetőséggel való megromlott kapcsolata miatt. Ez az időszaka nem volt sikeres, három hónap alatt nem tudott egyetlen pontot se szerezni hazai pályán az együttese. Miután egy büntetőpárbajban csapata kikapott a másodosztályú Speziatól, De Zerbit kirúgták 2016. november 30-án, Eugenio Corini váltotta.

### Benevento
2017. október 23-án De Zerbi a Serie A-újonc Benevento vezetőedzője lett. Annak ellenére, hogy nem tudta benntartani az együttest, méltatták a játékstílusát és az átigazolásait.

### Sassuolo
2018. június 13-án De Zerbi a Sassuolo vezetőedzője lett. Vezetése idején méltatták a Sassuolo játékstílusát és azt, hogy kiemelkedő sikereket tudott elérni a gyengének számító csapattal. Kétszer egymás után nyolcadik lett az olasz első osztályban az együttes, a 2020–2021-es szezonban mindössze rosszabb gólkülönbségük választotta el a Sassuolót attól, hogy indulhassanak az UEFA Európa Konferencia Ligában.
2021 májusában De Zerbi bejelentette, hogy el fogja hagyni a csapatot a szezon végén.

### Sahtar Doneck
2021. május 25-én De Zerbit kinevezték az ukrán első osztályú Sahtar Doneck vezetőedzőjének. 2021. szeptember 22-én megnyerte az ukrán szuperkupát a csapattal a Dinamo Kijiv ellen, az Olimpiai Stadionban. Az első olasz edző lett, aki címet tudott nyerni az országban. 2022 júliusában elhagyta Ukrajnát, miután Oroszország megtámadta az országot. A befejezetlen szezont a Sahtar a tabella élén hagyta félbe.

### Brighton & Hove Albion
Miután Graham Potter elhagyta a Brighton & Hove Albion csapatát, hogy a Chelsea menedzsere legyen, a dél-angol csapat De Zerbit nevezte ki utódjaként, aki négyéves szerződést írt alá.

### Marseille
Azt követően, hogy elhagyta a Brightont 2024 nyarán, az Olympique Marseille csapatához szerződött.

## Díjak, elismerések
Sahtar Doneck
- Ukrán szuperkupa: 2021